# 萨克森-安哈尔特历史
薩克森-安哈爾特的歷史始於804年被查理大帝征服的古薩克森，它之后轉變為了加洛林帝國內的薩克森公國。薩克森繼續成為德意志王國的所謂部落公國之一，隨後成為由加洛林帝國東部分區形成的神聖羅馬帝國。公國發展成為帝國內的一個強大國家，統治著現在德國北部的大部分地區，但在與皇帝發生衝突後，它在12世紀末左右被劃分為許多小國。
公爵頭銜和選舉权傳給了安哈爾特的阿斯卡尼家族的伯恩哈德，但這個頭銜只出現在前領土的幾個小東部地區。1212年他去世後，他的財產由他的兒子們瓜分：亨利將安哈爾特建立為一個伯国，而阿爾伯特一世則繼承了公爵頭銜和剩餘的財產。
安哈爾特於1218年升為公國，但在1252年由亨利的兒子們瓜分，形成安哈爾特-阿舍爾斯萊本、安哈爾特-伯恩堡和安哈爾特-采爾布斯特。幾個世紀以來，安哈爾特地區發生了許多額外的分裂和統一，由此产生了了安哈爾特-科騰、安哈爾特-德紹、安哈爾特-普萊斯和安哈爾特-普洛茨考，并导致了幾個分區的重建；1252年之後，它僅在1570年至1603年之間作為一個單一實體被統治。
與此同時，在阿爾伯特一世於1260年去世後，薩克森公國由他的兒子約翰一世和阿爾貝二世共同統治，隨後也由約翰一世的兒子共同統治。然而，維滕貝格、勞恩堡和哈德恩地區的地理分離導致它們越來越多地被分開管理。1296年，公國正式分為兩個獨立的公國：約翰的兒子們成為薩克森-勞恩堡（也包括哈德倫飛地）的統治者，而阿爾貝二世成為薩克森-維滕貝格的統治者。除了公國，阿爾伯特在1295年還獲得了戈默恩伯国，1290年，他的兒子和繼承人魯道夫被分封在維滕貝格南部邊境的前布雷納伯国的土地上。選舉权的地位受到兩黨的爭奪，直到1356年金玺诏书正式在薩克森-維滕貝格的支持下定居，此後它被稱為薩克森選民。1423年，選帝侯由韋廷弗雷德里克一世繼承，他也是邁森侯爵和圖林根州伯爵。由於選侯選帝侯的等級高於領主或侯爵，因此弗雷德里克的整個領土被稱為薩克森選帝侯。 
1806年神聖羅馬帝國解體後，剩下的安哈爾特地區——伯恩堡、德紹和科騰——被拿破崙提升為公國，而薩克森選侯国則成為一個王國。直到1813年，他們都是拿破崙的萊茵邦聯的一部分。
1813年，普魯士王國在萊比錫戰役中佔領了薩克森的大片領土，包括選舉圈（1807年更名為“維滕貝格圈”）；1815年5月簽署了一項條約，薩克森將這片領土割讓給普魯士。1815年6月，他們都成為德意志聯邦的一部分。1816年，普魯士重組了其吞併的領土，將其與前馬格德堡公國、哈爾伯施塔特公國、埃爾福特公國、艾希斯費爾德、前帝國城市米爾豪森和諾德豪森以及阿爾特馬克和勃蘭登堡以西的其他地區合併。
1863年，安哈爾特公國終於重新統一，成立了安哈爾特公國。公國於1867年成為普魯士領導的北德意志聯邦的一部分，最後於1871年成為德意志帝國的一部分。
德國在第一次世界大戰中戰敗後，安哈爾特成為安哈爾特自由州，而薩克森省繼續作為普魯士自由州的組成部分（均在魏瑪共和國境內）。在納粹統治期間，包括安哈爾特省和薩克森省在內的所有先前的分區實際上已不復存在，因為它們在1934年被大区取代。
二戰後，曾經的安哈爾特和薩克森省形成了佔領蘇維埃政府的薩克森-安哈爾特州的基礎。與東德的其他州一樣，薩克森-安哈爾特於1952年解散，取而代之的是各個地區，薩克森-安哈爾特大致對應於前馬格德堡和哈雷區。然而，包括薩克森-安哈爾特在內的各州在1990年德國統一後重新成立，儘管邊界與最初的東德的州不完全同。